# Caso Roper contra Simmons
El Caso Roper contra Simmons, 543 U.S. 551 (2005) fue una decisión en la cual la Suprema Corte de Estados Unidos estableció que es inconstitucional imponer la pena capital por crímenes cometidos mientras se tiene una edad inferior a 18 años.  Mediante una decisión de cinco votos a favor y cuatro en contra, se promulgó en contra de una decisión previa de la Corte que establecía la legalidad de dichas sentencias en sujetos que tuvieran una edad igual o superior a 16 años, que había sido tomada durante el caso Stanford versus Kentucky, 492 U.S. 361 (1989).
Esta decisión de la Corte revirtió las legislaciones de 25 estados de Estados Unidos que habían establecido el límite legal para este tipo de pena en edades inferiores a 18 años.